# Zdravniška zarota
»Zdravniška zarota« je bila domnevna zarota uglednih sovjetskih medicinskih specialistov za umor vodilnih vladnih in partijskih uradnikov. V letih 1951–1953 je bila skupina pretežno judovskih zdravnikov iz Moskve obtožena zarote za atentat na sovjetske vrhovne politike. To so pozneje spremljale medijske objave antisemitskega značaja, ki so govorile o grožnjah sionizma in obsojale ljudi z judovskimi priimki. Po tem je bilo veliko zdravnikov, tako judov kot nejudov, odpuščenih iz službe, aretiranih in mučenih, da so priznali lažne obtožbe. Nekaj tednov po smrti Josifa Stalina leta 1953 je novo sovjetsko vodstvo pod vodstvom Nikite Hruščova izjavilo, da glede zarote zdravnikov ni dovolj dokazov in primer je bil opuščen. Kmalu zatem je bilo razglašeno, da je bila zarota izmišljena.  